# Merry Christmas Mr. Mo
Merry Christmas Mr. Mo (메리크리스마스 미스터 모?) è un film del 2016 scritto e diretto da Lim Dae-hyung.

## Trama
Mo Geu-sam, rimasto vedovo, scopre di avere pochi mesi di vita: decide così di recuperare il rapporto con suo figlio Stephen.

## Distribuzione
In Corea del Sud la pellicola è stata distribuita dalla Indiestory a partire dal 14 dicembre 2017.